# Закредитованность
Закредитованность — состояние домохозяйства или целого государства, которое характеризуется чрезмерным объемов долгов по сравнению с доходом и накопленным имуществом. Не существует единого критерия, определяющего состояние закредитованности, однако считается, что закредитованный субъект не может справиться с финансовыми обязательствами без снижения уровня жизни. Закредитованность ведет к структурным финансовым проблемам, а не ко временным трудностям.
Закредитованность может закончиться банкротством, либо требовать мероприятий по финансовому оздоровлению. На международном уровне действуют инициативы по снижению долговой нагрузки и помощи закредитованным странам.

## Домохозяйства

### Определение
Не существует единого определения закредитованности, однако на межстрановом уровне предлагается выработать единый подход. Например, Европейская комиссия предлагает исходить из следующих принципов при определении закредитованности домохозяйства:
- базовой единицей должно быть домохозяйство, а не отдельный человек, так как доходы индивидов могут использоваться совместно и чаще всего так и происходит;
- показатели закредитованности должны учитывать все финансовые обязательства: потребительские кредиты, счета за коммунальные услуги, арендная плата за жилье, ипотека;
- закредитованность подразумевает невозможность осуществлять регулярные расходы и поэтому она должна рассматриваться как постоянное, а не временное состояние или разовая проблема;
- проблема не может быть решена дополнительными займами;
- для решения проблемы домохозяйство должно значительно сократить расходы или увеличить доходы.

Последнее обстоятельство ведет к тому, что выплата долгов невозможна без существенного снижения уровня жизни. Примерный перечень показателей, который может быть использован на практике, приведен ниже.
| Категория                                 | Показатель |
| ----------------------------------------- | --- |
| Стоимость обслуживания долга              | Домохозяйство тратит более 30% (или 50%) ежемесячного дохода (с налогами) на обслуживание долга (обеспеченного или нет) |
| Стоимость обслуживания долга              | Домохозяйство тратит более 25% ежемесячного дохода (с налогами) на обслуживание необеспеченного долга                   |
| Стоимость обслуживания долга              | Расходы на обслуживание долга приводят к тому, что домохозяйство оказывается ниже черты бедности                        |
| Просрочка                                 | Домохозяйство более двух месяцев не платит по кредитам или счетам                                                       |
| Количество кредитов                       | Домохозяйство имеет более 4 кредитов                                                                                    |
| Субъективное восприятие долгового бремени | Домохозяйство заявляет о чрезмерном долговом бремени                                                                    |

### Факторы закредитованности
Закредитованность может возникать по нескольким причинам.
1. Как следствие финансовой неосторожности, когда домохозяйства не могут адекватно оценить реальную стоимость обслуживания долга. Финансовая неосторожность может возникать в результате как непрозрачности условий кредитного договора, так и в результате недостатка финансовой грамотности. Неосторожность может быть также следствием поведенческих искажений в результате использования упрощенных правил принятия решений (эвристик). Например, заемщик может недооценивать вероятность неблагоприятных событий (потеря дохода, падение валютного курса и т.п.).
2. Как следствие неожиданных изменений. Например, снижение дохода из-за потери работы, неожиданные крупные расходы на лечение, рост стоимости обслуживания долга из-за плавающей ставки или привязки к валютному курсу.
3. Как следствие бедности, заставляющей обращаться за кредитом, чтобы оплатить обычные ежедневные расходы. При этом заемщик знает, что скорее всего не сможет вернуть кредит и проценты по нему. В этом случае закредитованность может привести к порочному кругу, когда старые долги гасятся новыми.

### Последствия закредитованности
С точки зрения заемщика закредитованность ведет к снижению уровня жизни и к невозможности сформировать накопления на будущее. С общественной точки зрения выделяют следующие негативные последствия закредитованности.
1. Экономические: закредитованность замедляет экономический рост и развитие, ограничивая доступ к кредиту в будущем;
2. Социальные: закредитованность ведет к усилению экономического неравенства, лишая бедных перспективы;
3. Политические: провал в регулировании закредитованности дискредитирует политические институты и процедуры, а также подрывает доверие к органам финансового регулирования и надзора;
4. Чувство несправедливости: кредиторы, занимающиеся хищническим кредитованием воспринимаются как неподсудные, а их клиенты не могут найти защиту в суде.

### Борьба с закредитованностью
Возможны различные способы преодоления состояния закредитованности.
1. Государственная политика, нацеленная на экономический рост, обеспечивающая домохозяйствам занятость и рост доходов.
2. Активная политика занятости, включающая в себя пособия по безработице и другие социальные выплаты, программы переподготовки и повышения квалификации, субсидирование рабочих мест и т.д.
3. Повышение финансовой грамотности, изучение литературы, формирующей рациональное отношение к финансовому планированию. Примером такой литературы может служить «Самый богатый человек в Вавилоне».
4. Защита прав потребителей финансовых услуг. Например, законодательное требование к банкам и микрофинансовым организациям, обязывающие раскрывать информацию о полной стоимости кредита.
5. Внедрение принципов ответственного кредитования.

Избавлению от чрезмерной долговой нагрузки способствуют также легальные процедуры банкротства физических лиц.